# Pierre Gibert
Pour les articles homonymes, voir Gibert.
Pierre Gibert, né le 24 octobre 1936 à Aix-en-Provence (France) et mort le 22 juin 2024, à Paris, est un prêtre jésuite français, docteur en théologie et en littérature comparée.
Entré chez les Jésuites en 1959, après avoir fait son service militaire en Algérie, il se forme à l'exégèse avec Paul Beauchamp, puis Norbert Lohfink. Il fait également la rencontre de Michel de Certeau, qui le présente à Jacques Le Goff sous la direction de qui il soutiendra sa première thèse en 1974, qui portait sur le théologien allemand Hermann Gunkel. Sa deuxième thèse porte sur le cycle de Gédéon dans le Livre des Juges.
D'abord professeur d'exégèse biblique à l'Institut catholique de Paris puis, à partir de 1980, professeur d'exégèse de l'Ancien Testament à la Faculté de théologie de Lyon (dont il fut doyen de 1991 à 1997), il a également enseigné au Centre Sèvres. De 1998 à 2008, il dirige la revue Recherches de science religieuse.
Passionné par la Bible, il est auteur de plusieurs ouvrages. Sa Petite histoire de l'exégèse biblique, publiée en 1992, est devenue aujourd'hui un classique dans le domaine de l'exégèse.

## Publications

### Ouvrages
- La Résurrection du Christ, Desclée de Brouwer
- Les premiers chrétiens découvrent Pierre, Desclée de Brouwer
- Tocqueville : égalité sociale et liberté politique, (préface de René Rémond). Aubier-Montaigne
- Une théorie de la légende, Hermann Gunkel (1862-1932) et les légendes de la Bible (préface de Marc Soriano), Flammarion
- Ténèbres rouges, Saint-Germain-des-Prés
- La Bible à la naissance de l'Histoire, Fayard
- Vers une intelligence nouvelle du Pentateuque, 1992
- L'Invention de l'exégèse moderne : les « Livres de Moïse » de 1650 à 1750, Le Cerf, 2003
- Petite histoire de l'exégèse biblique : de la lecture allégorique à l'exégèse critique, Le Cerf, 1992
- Vérité historique et Esprit historien : l'historien biblique de Gédéon face à Hérodote, Le Cerf, 1990
- L'Expérience chrétienne du temps (avec Henri Bourgeois et Maurice Jourjon), Le Cerf, 1987
- Les Livres de Samuel et des Rois : de la légende à l'histoire, Le Cerf, coll. « Cahiers Évangile », 1983
- Jean Astruc, Conjectures sur la Genèse, introduction et notes de Pierre Gibert, Paris, Noêsis, 1999 — Édition critique
- La Bible : Le Livre, les livres, coll. « Découvertes Gallimard / Religions » (no 392), Paris : Éditions Gallimard, 2000  (ISBN 978-2-07-053430-2), (traduit en portugais, en polonais, en roumain, en japonais et en coréen)
- L'invention critique de la Bible : XVe – XVIIIe siècle, Gallimard, 2010
- Comment la Bible fut écrite : introduction à l'Ancien et au Nouveau Testament, Bayard Centurion, 2011
- Quand les peintres lisaient la Bible, Bayard culture, 2015 (ISBN 2-227-48847-6)
- Bible, Mythes et Récits de commencement , Seuil, 1986
- Ce que dit la Bible sur... La vérité, Nouvelle Cité, Paris, 2016  (ISBN 2-8531-3784-8)

### Livres en collaboration
- La Théologie en questions, Le Cerf, coll. « Sciences humaines et religions », 2007
- Quelle maison pour Dieu ?, Le Cerf, coll. « Lectio Divina », 2003
- « Ouvrir les Écritures » : mélanges offerts à Paul Beauchamp à l'occasion de ses soixante-dix ans, Le Cerf, coll. « Lectio Divina », 1995
- La Liberté du théologien : mélanges offerts à Christian Duquoc par la Faculté de Théologie de Lyon, Le Cerf, coll. « Cogitatio Fidei », 1995
- Ce Dieu qui vient, Le Cerf, coll. « Lectio Divina », 1995
- Naissance de la méthode critique : colloque du centenaire de l'École biblique et archéologique française de Jérusalem, Le Cerf, coll. « Patrimoines - Christianisme », 1992
- Michel de Certeau ou La différence chrétienne, Le Cerf, coll. « Cogitatio Fidei », 1991
- Éthique et courants spirituels, Le Cerf, coll. « Revue d'éthique et de théologie morale », 1988
- La Création dans l'Orient ancien, Le Cerf, coll. « Lectio Divina », 1987
- Savoirs en rire, tome 2 (coordonné par Hugues Lethierry), De Boeck, Louvain, 1997